# Gabrielle Chambordon
Gabrielle Chambordon (Genève, 3 januari 1944) was een Zwitserse schrijfster.

## Biografie
Gabrielle Chambordon studeerde letteren. Haar meest bekende werken zijn La Suisse des autres, Les enfants c'est comme les éléphants en Les mots disent plus rien. In 1984 won ze de Prix Pittard de l'Andelyn.
Chambordon woont in Lausanne.

## Onderscheidingen
- Prix Pittard de l'Andelyn (1984).

## Werken
- (fr)  La Suisse des autres.
- (fr)  Les enfants c'est comme les éléphants.
- (fr)  Les mots disent plus rien.